# Ana Cabecinha
Ana Cabecinha (née le 29 avril 1984 à Santiago Maior, Beja) est une athlète portugaise, spécialiste de la marche.
Elle est finaliste du 20 km lors des Championnats du monde à Moscou, en 1 h 29 min 17.
En juillet 2024, elle est nommée porte-drapeau de la délégation du Portugal aux Jeux olympiques d'été de 2024 en compagnie du kayakiste Fernando Pimenta.

## Palmarès
| Date | Compétition                   | Lieu                        | Résultat | Épreuve         | Marque          |
| ---- | ----------------------------- | --------------------------- | -------- | --------------- | --------------- |
| 2002 | Championnats du monde juniors | Kingston                    | 12e      | 10 000 m        | 48 min 57 s 61  |
| 2003 | Championnats d'Europe juniors | Tampere                     | 3e       | 10 000 m        | 47 min 36 s 15  |
| 2004 | Coupe du monde                | Naumburg                    | 56e      | 20 km marche    | 1 h 37 min 39 s |
| 2006 | Coupe du monde                | La Coruña                   | 14e      | 20 km marche    | 1 h 31 min 02 s |
| 2008 | Coupe du monde                | Tcheboksary                 | 11e      | 20 km marche    | 1 h 29 min 36 s |
| 2008 | Jeux olympiques               | Pékin                       | 8e       | 20 km marche    | 1 h 27 min 46 s |
| 2009 | Coupe d'Europe                | Metz                        | 13e      | 20 km marche    | 1 h 38 min 01 s |
| 2010 | Coupe du monde                | Chihuahua                   | 8e       | 20 km marche    | 1 h 34 min 57 s |
| 2010 | Championnats ibéro-américains | San Fernando                | 1re      | 10 000 m        | 43 min 31 s 21  |
| 2010 | Championnats d'Europe         | Barcelone                   | 7e       | 20 km marche    | 1 h 31 min 48 s |
| 2011 | Coupe d'Europe                | Olhão                       | 15e      | 20 km marche    | 1 h 34 min 31 s |
| 2011 | Championnats du monde         | Daegu                       | 7e       | 20 km marche    | 1 h 31 min 36 s |
| 2012 | Coupe du monde                | Saransk                     | 9e       | 20 km marche    | 1 h 31 min 42 s |
| 2012 | Jeux olympiques               | Londres                     | 8e       | 20 km marche    | 1 h 28 min 03 s |
| 2013 | Coupe d'Europe                | Dudince                     | 5e       | 20 km marche    | 1 h 31 min 48 s |
| 2013 | Coupe d'Europe                | Dudince                     | 2e       | Par équipes     | 23 points       |
| 2013 | Championnats du monde         | Moscou                      | 8e       | 20 km marche    | 1 h 29 min 17 s |
| 2013 | Challenge mondial de marche   | Challenge mondial de marche | 3e       | 20 km marche    | 23 pts          |
| 2014 | Coupe du monde                | Taicang                     | 8e       | 20 km marche    | 1 h 27 min 49 s |
| 2014 | Championnats d'Europe         | Zurich                      | 6e       | 20 km marche    | 1 h 28 min 40 s |
| 2014 | Challenge mondial de marche   | Challenge mondial de marche | 3e       | 20 km marche    | 22 pts          |
| 2015 | Coupe d'Europe                | Murcie                      | 9e       | 20 km marche    | 1 h 28 min 28 s |
| 2015 | Coupe d'Europe                | Murcie                      | 3e       | Par équipes     | 38 points       |
| 2015 | Championnats du monde         | Pékin                       | 4e       | 20 km marche    | 1 h 29 min 29 s |
| 2016 | Jeux olympiques               | Rio de Janeiro              | 6e       | 20 km marche    | 1 h 29 min 23 s |
| 2017 | Championnats du monde         | Londres                     | 6e       | 20 km marche    | 1 h 28 min 57 s |
| 2021 | Jeux olympiques               | Tokyo                       | 20e      | 20 km marche    | 1 h 34 min 08 s |
| 2022 | Championnats ibéro-américains | La Nucia                    | 3e       | 10 000 m marche | 44 min 23 s 69  |
| 2022 | Championnats du monde         | Eugene                      | 9e       | 20 km marche    | 1 h 30 min 29 s |
| 2022 | Championnats d'Europe         | Munich                      | 8e       | 20 km marche    | 1 h 31 min 56 s |

## Records
| Épreuve      | Performance     | Lieu  | Date         |
| ------------ | --------------- | ----- | ------------ |
| 20 km marche | 1 h 27 min 46 s | Pékin | 21 août 2008 |